# Little Boy from Manly

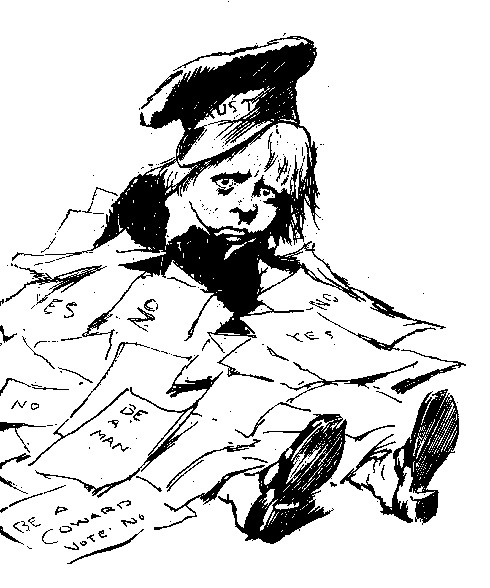

Il ragazzino di Manly (in inglese Little Boy from Manly) era la personificazione nazionale del Nuovo Galles del Sud e in seguito di tutta l'Australia creata dal fumettista Livingston Hopkins del Bulletin nell'aprile 1885.
Nel marzo 1885, mentre il contingente del Nuovo Galles del Sud stava per partire per il Sudan, venne recapitata una lettera al comandante del plotone William Bede Dalley contenente un assegno di £ 25 per il Fondo Patriottico: Con i miei migliori auguri da un ragazzino di Manly. La spedizione fu la prima avventura militare all'estero dell'Australia, e il ragazzino divenne un simbolo del patriottismo australiano.